# Dīmītrīs Kalaitzidīs
Dīmītrīs Kalaitzidīs (in greco Δημήτρης Καλαϊτζίδης?; Salonicco, 15 febbraio 1985) è un cestista greco.